# Lozna, Hmilnîk
Lozna (în ucraineană Лозна) este localitatea de reședință a comunei Lozna din raionul Hmilnîk, regiunea Vinnița, Ucraina.

## Demografie
Componența lingvistică a localității Lozna
     Ucraineană (98,85%)
     Rusă (1,15%)
Conform recensământului din 2001, majoritatea populației localității Lozna era vorbitoare de ucraineană (98,85%), existând în minoritate și vorbitori de rusă (1,15%).